# Dangerous Days
Dangerous Days  (с англ. — «Опасные дни») ― третий альбом Джеймса Кента, известного под псевдонимом Perturbator. Пластинка была записана в жанре синтвейв. Она была выпущена 17 июня 2014 года. Dangerous Days повествует о борьбе киборга с оцифрованным Сатаной, который желает уничтожить человечество. Данная пластинка является первым альбомом музыканта, вышедшим на физических носителях.
Dangerous Days стал причиной скандала, в котором Джеймса Кента объявляли в связях с неонацизмом. Для композиции «She Is Young, She Is beautiful, She Is Next» фанатами был сделан видеоклип. Альбом был хорошо принят критиками. «Миром фантастики» он был назван самым известным и знаковым альбомом в жанре синтвейв.

## История

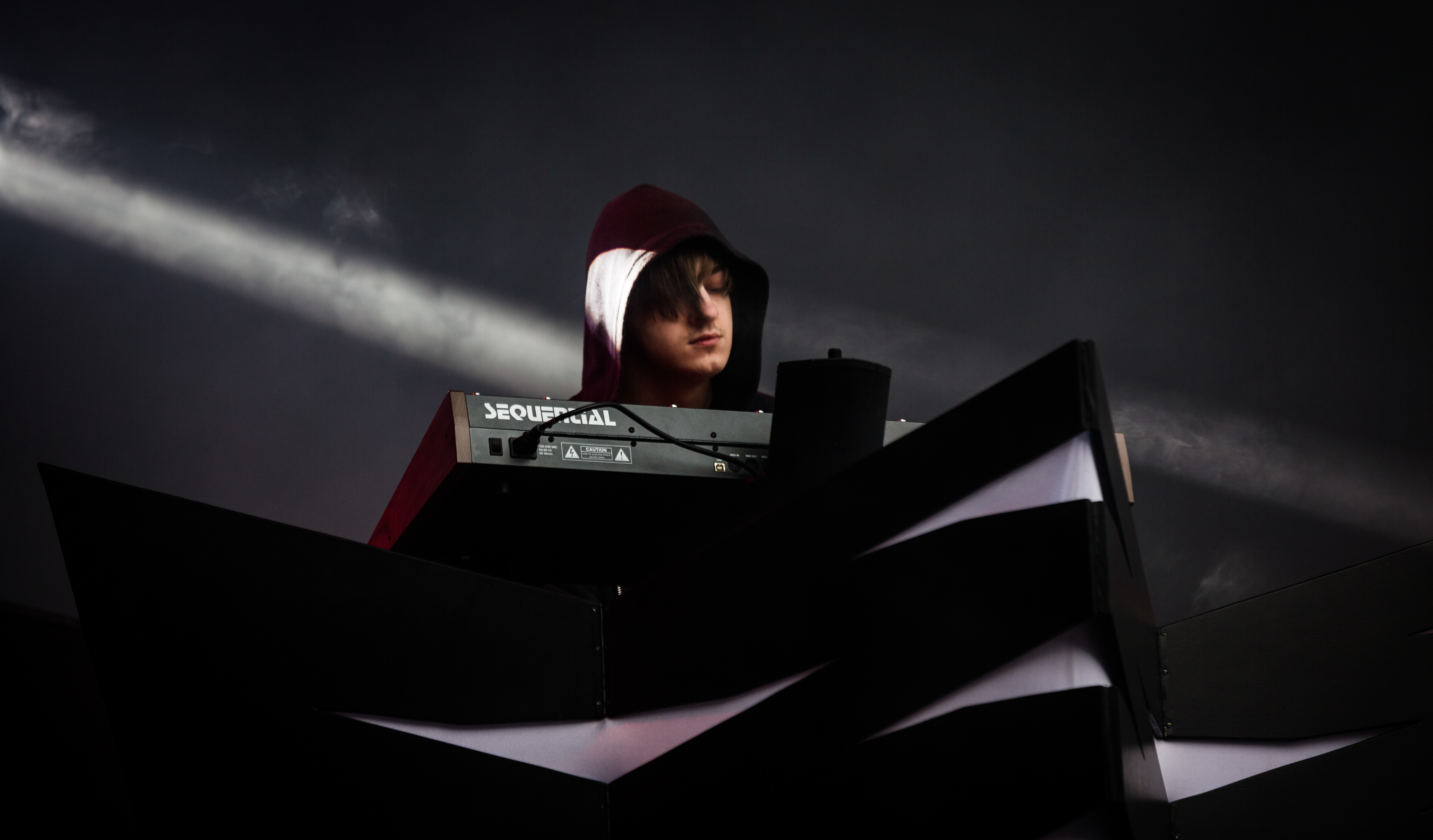
Джеймс Кент на концерте

В своём предыдущем альбоме, I Am the Night Джеймс использовал вставки из фильмов, снятых в XX веке, таких, как «Телесеть». В данном альбоме Perturbator решил изредка их использовать. Одной из причин этого музыкант назвал нежелание заниматься вопросами, связанными с авторскими правами. К тому же Джеймс Кент не хотел просто полагаться на поп-культуру, а создать свою вымышленную вселенную, способную существовать самостоятельно. При создании каждой пластинки Джеймс Кент старается с каждым разом улучшать свой результат. Из-за этого, по его словам, данный альбом ему приходилось делать сложнее, чем предыдущие его работы: I Am The Night и Terror 404. Он стремился сделать Dangerous Days «тяжелее, объёмнее, значительнее во всём», во время записи Джеймс экспериментировал со звучанием и обучался сведению. Пластинку автор записывал около года, из-за чего, по словам Кента, к концу создания он уже не мог слушать Dangerous Days. 
Для озвучек песен были приглашены Джаред Никерсон и Хейли Стюарт из Dead Astronauts и Изабелла Головерсик, которая пела в альбоме I Am the Night. Композицию «Complete Domination» Джеймс Кент записывал вместе с Фрэнком Уэзо, известным под псевдонимом Carpenter Brut. Обложка к альбому была создана Ариэлем Цукер-Брюллом. Ещё до выхода Dangerous Days он и Perturbator обсуждали сюжет комикса, повествующего про события в альбоме. Данное творение Джеймса было первым, вышедшим на жёстких носителях, релиз пластинки состоялся 17 июня 2014 года.
Фанаты музыканта создали клип видеоклип к композиции «She Is Young, She Is Beautiful, She Is Next». Они связались с Кентом через Facebook и предложили снять видеоклип совершенно бесплатно, но с условием, что тот не будет вмешиваться. Клип выполнен в стилистике 16-ти битных видеоигр. Работа была завершена через месяц. Джеймс Кент был потрясён результатом. После совещания с лейблом Blood Music, видеоклип стал официальным.

### После выхода
В 2018 году произошла стрельба в школе Санта-Фе, у причастного к ней человека на фотографии профиля в Facebook была обложка альбома. После массового убийства появилась статья о связи синтвейва с неонацистами, в которой был упомянут Perturbator. Затем телеканал CNN прокомментировал данный инцидент, упомянув композицию «Humans Are Such Easy Prey», в которой якобы поощрялось насилие. Кент крайне негативно отреагировал на сравнение его с неонацистами. Одна из композиций, «Future Club», оказалась очень подходящей по темпу к трейлеру видеоигры Cyberpunk 2077. Из-за этого Джеймс Кент решил совместить видеоряд трейлера и звук песни, при этом не изменяя её темп или скорость видео.

## Концепция и музыка
Действие альбома разворачивается в 2088 году в ночном городе. Главным героем является киборг, отвергший человечность, мечтающий уничтожить Сатану, попавшего в виртуальный мир. Задача последнего — уничтожить человечество. В конце концов главному герою удаётся одержать пиррову победу над дьяволом в заключительной композиции, «Dangerous Days». Следующий альбом музыканта, The Uncanny Valley, продолжает историю данного альбома, повествуя о религиозном культе.
Композиции в альбоме записаны в жанре синтвейв, подвиде электронной музыки. Они стилизованы под киберпанк и музыку из 80-х. Звучание альбома похоже на творчество музыкантов, связанных не только с электронной музыкой, таких как Vangelis, New Order, Depeche Mode, но и с металлом, как, например, Megadeth. Большинство из них звучат мрачно, но они различаются по настроению, темпу и звучанию. Некоторые композиции отсылают к кинематографу, как, например, «War Against Machines» к франшизе «Терминатор». В композиции «Humans Are Such Easy Prey» присутствует монолог Кайла Риза о терминаторе Т-800. Между некоторыми песнями есть плавные переходы между друг другом, как у «Welcome Back» и «Perturbator’s Theme». Заключительная композиция, «Dangerous Days» является самой сложной и быстроменяющейся.

## Критика
| Оценки критиков  | Оценки критиков |
| Источник         | Оценка          |
| ---------------- | --------------- |
| «Мир фантастики» | [ 5 ]           |

Альбом получил хорошие отзывы от критиков, они хвалили Кента за его эксперименты со звучанием и за улучшение музыки. Некоторые хорошо оценили вокал.
По мнению Марка Робинсона из GoldFlakePaint, пластинка десятикратно превосходит предыдущий альбом, I am The Night. Критик отметил разнообразность произведений и заявил, что поклонникам жанра дарксинт Dangerous Days определённо придётся по вкусу. Ксения Аташева из «Мира фантастики» написала, что альбом понравится любителям эстетики 80-х годов. Она отметила, что пластинка является порталом в восьмидесятые. Александр Киселёв из того же журнала охарактеризовал альбом как «самый известный и самый знаковый альбом ретросинтвейва», в котором единственный неудачный элемент — это обложка. Критик на сайте Opuszine написал, что Dangerous Days — «это апофеоз Perturbator, кульминация всего, что он делал последние пару лет». Джеймса Холлоуэй сказал, что мир, о котором поётся в альбоме, похож на мир из фильма «Вспомнить всё». Ещё он отметил, что композиции чётко передают смысл происходящего в этом вымышленном мире. Также критик написал, что на момент выпуска альбома музыкант как протагонист фильма «застрял в кресле в Rekall, проводя лучшее время в своей жизни».

## Список композиций
| №                   | Название                                           | Длительность |
| ------------------- | -------------------------------------------------- | ------------ |
| 1.                  | «Welcome Back»                                     | 2:10         |
| 2.                  | «Perturbator's Theme»                              | 5:36         |
| 3.                  | «Raw Power»                                        | 5:09         |
| 4.                  | «Future Club»                                      | 4:49         |
| 5.                  | «War Against Machines»                             | 3:22         |
| 6.                  | «Hard Wired»                                       | 5:32         |
| 7.                  | «She Is Young, She Is Beautiful, She Is Next»      | 5:04         |
| 8.                  | «Humans Are Such Easy Prey»                        | 4:22         |
| 9.                  | «Minuit»                                           | 6:17         |
| 10.                 | «Satanic Rites»                                    | 5:04         |
| 11.                 | «Complete Domination» (при участии Carpenter Brut) | 3:58         |
| 12.                 | «Last Kiss»                                        | 4:44         |
| 13.                 | «Dangerous Days»                                   | 12:07        |
| Общая длительность: | Общая длительность:                                | 1:08:19      |